# Kang Gewu
Dans ce nom, le nom de famille, Kang, précède le nom personnel.
Kang Gewu ou Kʻang Ko-wu  (康戈武, kāng gēwǔ) est un universitaire chinois, professeur à Pékin, célèbre pour ses recherches sur l'histoire des arts martiaux chinois. 

## Biographie
Il est Secrétaire Général de la Fédération chinoise de wushu. 9e duan par l'Institut chinois de wushu. Il s'attacha à corriger, par l'étude de la tradition orale et d'éléments archéologiques, les mythes sur l'origine et la datation de nombreux systèmes des arts martiaux chinois, dont notamment le Ba Gua Zhang et le Tai-chi-chuan.

## Œuvres
- Un dictionnaire des arts martiaux chinois :  Zhongguo wushu shi yong daquan (中國武術實用大全), Pékin, 1990.
- (en) Spring and Autumn of Chinese Martial Arts - 5000 Years